# یلنا مخیتاریان
یلنا ساریبکی مخیتاریان (ارمنی: Ելենա Սարիբեկի Մխիթարյան؛ انگلیسی: Yelena Mkhitaryan؛ زادهٔ ۱۶ اکتبر ۱۹۳۶) لغت‌شناس و استاد اهل ارمنستان است.

## زندگی‌نامه
وی در ۱۶ اکتبر ۱۹۳۶ به دنیا آمد و از دانشگاه دولتی ایروان فارغ‌التحصیل گشت. 

## یادداشت
1. ↑  բանասիրական գիտությունների թեկնածու